# 자유연합 (외교)
자유연합(自由聯合)은 작은 나라가 일정한 범위 안에서 큰 나라와 동등하게 맺은 연합을 가리킨다. 보호국과는 달리 자유연합 협정에 의해 독립된 주권과 자치권을 행사하고 있으며 주로 외교, 국방 등을 다른 나라에 맡긴 경우가 많다.

## 자유연합 국가 목록

### 미국
- 마셜 제도
- 미크로네시아 연방
- 팔라우

### 뉴질랜드
- 쿡 제도
- 니우에

## 같이 보기
- 자유연합 협정